# Karijärvi (Övertorneå socken, Norrbotten, 740800-182364)
Karijärvi är en sjö i Övertorneå kommun i Norrbotten och ingår i Sangisälvens huvudavrinningsområde.